# FUT (Usenet)
FUT (Followup To) – pole w nagłówku wiadomości wysłanej na grupę dyskusyjną zawierające informację o tym, że odpowiedź na tę wiadomość zostanie przekierowana w inne miejsce.
Np:
```
Followup-To: poster
```

oznacza, że odpowiedź zostanie skierowana na adres prywatny nadawcy, zaś przy:
```
Followup-To: alt.pl.wikipedia
```

odpowiedź pójdzie na grupę alt.pl.wikipedia
Zgodnie z netykietą większość osób zaznacza także w treści, że użyła przekierowania.
Najczęstszym powodem stosowania FUT jest Nie Ta Grupa, czyli dyskusja niemająca związku z tematyką grupy, na której się toczy. W przypadku przenoszenia dyskusji na inną grupę zalecany jest crosspost, czyli wysłanie wiadomości na dwie grupy naraz z równoczesnym ustawieniem FUT na grupę docelową. W przypadku ustawienia „FUT: poster” odpowiedź zostanie wysłana pocztą elektroniczną na adres podany w polu „Reply-To” lub „From” nagłówka wiadomości.